# Juventudes Socialistas Unificadas
Juventudes Socialistas Unificadas (JSU) fue una organización política juvenil española fundada en marzo de 1936, tras el triunfo del Frente Popular en las elecciones generales de febrero (durante la Segunda República Española), como resultado de la fusión de la Unión de Juventudes Comunistas de España (UJCE) del Partido Comunista de España (PCE) y la Federación de Juventudes Socialistas (FJS) del PSOE. Tras el final de la guerra civil española muchos cuadros de la JSU partieron al exilio y los que permanecieron en España se vieron abocados a una fuerte represión. Progresivamente, fueron languideciendo durante la década de 1950 hasta su definitiva desaparición en 1961.

## Antecedentes
La Federación de Juventudes Socialistas (FJS) experimentó un avance espectacular a partir de la proclamación de la Segunda República Española el 14 de abril de 1931. En diciembre de 1929 decía contar con solo 2697 afiliados pero en febrero de 1932, cuando celebró su IV Congreso, ya había alcanzado los 12 000 militantes y pasó de los de 20 000 en abril de 1934, cuando celebró su V Congreso. «Se convirtió así en una de las organizaciones políticas que contaba con más afiliados, y la más importante numéricamente entre las organizaciones juveniles obreras».
Tras la proclamación de la República no le sucedió lo mismo a la UJCE debido a que «los ataques a la política republicana y la defensa de una revolución de tipo soviético aislaron en 1931 a los comunistas españoles» y a que el mantenimiento de la política de «clase contra clase» acordada en el VI Congreso de la Internacional Comunista (1928) les llevó al enfrentamiento contra las otras fuerzas obreras: el PSOE, que durante el primer bienio formó parte del gobierno en coalición con los republicanos de izquierda, y la CNT. Para intentar salir del aislamiento político en que se encontraba la UJCE intentó infiltrarse en otras organizaciones y atraerse a los numerosos jóvenes parados. En junio de 1933 la UJCE dijo contar con algo más de 11 000 militantes.
A partir de 1933, y especialmente tras el triunfo del centro derecha en las elecciones de noviembre de ese año, comenzó el proceso de radicalización de los socialistas españoles en el que la FJS se convirtió en su «punta de lanza», lo que favoreció el acercamiento a las juventudes comunistas de la UJCE, aunque al principio no se produjo ningún resultado concreto debido a su desacuerdo en cómo formar el «frente único juvenil» (desde arriba como defendía la FJS, o desde abajo, según la UJCE) y a las importantes diferencias políticas y estratégicas que todavía las separaban y que se pusieron en evidencia en la reunión que mantuvieron a finales de julio de 1934. Lo único positivo que salió de esta reunión fue el cese de los ataques mutuos y la colaboración en acciones concretas (así lo recomendó el periódico de la FJS Renovación el 28 de julio: que «en los casos de acción directa contra el fascismo se inteligencien localmente con las demás juventudes obreras»; por su parte la UJCE pidió a sus militantes que apoyasen la venta de Renovación) aunque la rivalidad no desapareció en absoluto.
Lo que fue acercando a la FJS y a la UJCE a partir del verano de 1934 fueron las acciones colectivas en las que participaron conjuntamente para hacer frente a la «amenaza fascista» pero sobre todo fue el asesinato de dos miembros de sus organizaciones en enfrentamientos con falangistas: Juanita Rico, miembro de la FJS, el 10 de junio de 1934; y Joaquín de Grado, dirigente de la UJCE, el 29 de agosto. El asesinato de Joaquín de Grado se produjo un día después de que el gobierno radical-cedista de Ricardo Samper hubiera aprobado un decreto en que se prohibía la militancia política a los menores de 16 años y a los de menos 23 sin el consentimiento de sus padres. Dos meses antes, tras el asesinato de Juanita Rico, había aprobado otro decreto que prohibía «los grupos en formación con insignias, banderas, emblemas» en Madrid y sus alrededores.
El entierro de Grado el 31 de agosto constituyó un punto de inflexión en el acercamiento entre la FJS y la UJCE. Ambas organizaciones, junto con las Juventudes Libertarias, hicieron un llamamiento conjunto para que se asistiese a su entierro como «homenaje a todos los militantes obreros asesinados». Durante el acto desfilaron conjuntamente las juventudes socialistas y comunistas uniformadas y encabezaron el cortejo dirigentes de ambas organizaciones (los discursos los pronunciaron miembros de la UJCE pero también intervino un militante de las juventudes socialistas de Madrid). Después de esa fecha fueron aumentando los actos convocados conjuntamente por las dos organizaciones. El 14 de septiembre celebraron uno en protesta por el decreto del gobierno que limitaba la militancia juvenil, en el que también intervinieron dirigentes del PSOE y del PCE.
En la Revolución de Octubre de 1934 las dos organizaciones juveniles tuvieron una participación muy importante (se llegaría a decir que la juventud había sido «la vanguardia del proletariado en Octubre»). Tras su fracaso representantes de la FJS y de la UJCE se reunieron en Madrid el 1 de noviembre. La FJS informó de un manifiesto que había elaborado en el que se hacía un llamamiento a reconstituir la unidad del movimiento juvenil internacional sobre nuevas bases y a que todas las organizaciones juveniles obreras políticas (es decir las del PCE, y  de los partidos comunistas no afiliados al Internacional Comunista, la Izquierda Comunista de España-ICE y del Bloque Obrero y Campesino -BOC) ingresaran en la FJS para lograr así una única organización juvenil. Lo justificaba diciendo que la FJS se hallaba «en mejores condiciones que cualquier otra fuerza para realizar la unidad en nuestro seno» y que en ella «no queda ni una fracción reformista». Pero no se llegó a ningún acuerdo, excepto el de potenciar las Alianzas Obreras que se habían formado en Octubre.
En 1935 la radicalización de la FJS continuó y apoyó incondicionalmente a la izquierda socialista revolucionaria encabezada por Francisco Largo Caballero frente al sector "centrista" reformista liderado por Indalecio Prieto (solo un sector minoritario de la FJS apoyaba las posiciones de este último y se oponía a la «bolchevización» del PSOE). En marzo hizo público un manifiesto en el que ratificaba «su ferviente deseo de seguir luchando por el triunfo de la dictadura del proletariado, llevando su combatividad hasta aniquilar la fracción reformista dentro de las Juventudes y del Partido», a la que hacía responsable del fracaso de Octubre. Llegó a proponer la «depuración» del PSOE con «la expulsión del reformismo y la eliminación del centrismo en la dirección». Asimismo se opuso a formar una coalición electoral con los republicanos de izquierda y defendió, al igual que el sector caballerista, las Alianzas Obreras como «organismos que preparasen la insurrección». La FJS consideraba al PSOE como «el partido bolchevique de nuestro país» (por lo que el PCE debía integrarse en él) y, por tanto, el único con el que tenía que tratar la Internacional Comunista.
Por otro lado, continuaron la labor propagandística y las acciones conjuntas de la FJS y la UJCE que en su mayoría tenían como objeto denunciar la represión y las «amenazas fascistas» y exigir la amnistía de los encarcelados por la Revolución de Octubre (cuando se celebró su primer aniversario suscribieron un manifiesto común). Se ha destacado que la convivencia en la cárcel de dirigentes de la FJS como Santiago Carrillo y Carlos Hernández Zancajo, y de la UJCE como Trifón Medrano y Jesús Rozado, contribuyó de forma notable al acercamiento entre las dos organizaciones. También constituyó un paso importante la constitución en julio de la «Unión de Estudiantes Antifascistas» integrada por los estudiantes socialistas y comunistas miembros de la Federación Universitaria Escolar (FUE). Al mismo tiempo la FJS fue adoptando símbolos, movilizaciones y consignas comunistas, como la conmemoración de la Revolución bolchevique y de los aniversarios de la muerte de Lenin, de Karl Liebknecht y de Rosa Luxemburgo.
El proceso de confluencia se vio facilitado por la resolución del VII Congreso de la Internacional Comunista (o III Internacional) celebrado en Moscú en agosto de 1935 que ponía fin a la doctrina del «socialfascismo» y que abogaba por la formación de Frente Populares antifascistas integrados por comunistas, socialistas y fuerzas «burguesas» democráticas. Solo un mes después las Juventudes Socialistas de Valencia ya pedían que se activaran «las conversaciones para llegar a una inteligencia con la III Internacional» y que la FJS «se dirija a los camaradas comunistas exponiéndoles la conveniencia de reunir o fundir en un sólo organismo nacional juvenil los actuales», aunque siguieron oponiéndose a la coalición con los republicanos de izquierda (Santiago Carrillo en una carta a Margarita Nelken escrita desde la cárcel le había dicho que sin «el frente previo de la clase obrera» no podía «haber una alianza con la burguesía»). A finales de septiembre y principios de octubre se celebró el VI Congreso de la Internacional Juvenil Comunista (IJC) al que asistió como delegado de la FJS José Laín, que estaba exiliado en Moscú desde la Revolución de Octubre. En noviembre era la Juventud Socialista Madrileña la que defendía la entrada en la Internacional Comunista, lo que implicaba la ruptura con la IOS, que no se había solidarizado con los socialistas españoles a diferencia de la ayuda prestada por la URSS a los unitarios Comités de Ayuda a los Presos. Según los jóvenes socialistas madrileños habían «desaparecido las causas que dificultaban nuestro ingreso» —la subordinación de las secciones nacionales a Moscú— y era «el único medio de consecución de la unidad política [obrera] en nuestro país». Añadían que aceptaban plenamente «la organización de la conquista del Estado sobre las bases de la Revolución Rusa» (es decir, la dictadura del proletariado).

## Historia

### Frente Popular
El 15 de enero de 1936 se constituyó el Frente Popular. El PSOE firmó el pacto también en nombre de la FJS que hasta diciembre del año anterior no había aceptado la coalición con los republicanos de izquierda. Tras ser presionada por el ala caballerista del PSOE, justificó su cambio de posición por la «obligación de intentar salir a través de ella [la victoria en las elecciones] de esta dolorosa situación» (en referencia a la amnistía de los presos de Octubre), pero especificando que no renunciaba a sus objetivos: «revolución y dictadura del proletariado». El presidente de la FSJ desde el congreso celebrado en abril de 1934 Carlos Hernández Zancajo y el vocal de su ejecutiva Leoncio Pérez fueron los que más resistencia opusieron. Más flexible se mostró su secretario general Santiago Carrillo.
En las elecciones generales de febrero, y tras una dura y enconada campaña, la coalición de izquierdas obtuvo la mayoría de diputados en las Cortes, y empezó a aplicar su programa político. Desde hacía tiempo se venía urgiendo a la unificación de los movimientos juveniles del Partido Socialista Obrero Español (PSOE) y del Partido Comunista de España (PCE), una idea especialmente acariciada por el líder socialista Francisco Largo Caballero. Lo que Largo Caballero pretendía era incorporar a las juventudes comunistas en las juventudes socialistas (que contaban con muchos más militantes), como ya lo había hecho con el pequeño sindicato comunista integrado en la Unión General de Trabajadores (UGT) cuya dirección ostentaba. En marzo de 1936 delegaciones de ambas organizaciones juveniles celebraron una reunión en la que acordaron las bases para la unificación, y a comienzos de abril finalmente se fusionaban la Unión de Juventudes Comunistas de España (UJCE) y las Federación de Juventudes Socialistas (FJS), dando lugar a las nuevas "Juventudes Socialistas Unificadas" (JSU). Las bases de unificación aprobadas por la FJS y la UJCE en marzo no contenían ninguna referencia al Frente Popular. De hecho durante el proceso de unificación a nivel local y regional surgieron tensiones en ocasiones porque los jóvenes socialistas, como los de Valencia, atacaban al gobierno y rechazaban el mantenimiento del Frente Popular (seguían insistiendo en la formación de las Alianzas Obreras para la toma del poder), de lo que se quejaron los jóvenes comunistas a la Comisión Nacional de Unificación.
El domingo 5 de abril de 1936 tuvo lugar el «mitin de unificación proletaria», el primer acto público de la renovada organización juvenil, en la plaza de toros de Las Ventas de Madrid. Más de 6000 jóvenes uniformados desfilaron ordenadamente por el redondel de la plaza. A continuación tomó la palabra Largo Caballero, que presidió el acto. También habló un representante comunista y el secretario general de la nueva organización. Entre las palabras que Largo Caballero pronunció, destacaron las siguientes (al final de su discurso recomendó serenidad a la salida del acto, para evitar -dijo- las provocaciones):

Para los nuevos regímenes hay que verter sangre, pues los seres que nacen sin dolor son raquíticos.

Pero con la JSU ocurrió justo lo contrario de lo que pretendía Largo Caballero —que era absorber a las juventudes comunistas con la vista puesta en la integración del PCE para formar el "partido único del proletariado" bajo dirección socialista— pues la JSU cayó en la órbita comunista debido a que el grupo que dirigía las Juventudes Socialistas, y en primer lugar su secretario general, Santiago Carrillo, se estaban pasando al PCE, lo que formalizarían nada más iniciada la guerra civil española. Habían asumido la estrategia formulada por la Internacional Comunista de formar un "único partido del proletariado" pero bajo dirección comunista. Así lo manifestó Santiago Carrillo en un discurso pronunciado a los jóvenes de la nueva organización en el momento de la unificación:

Nosotros, al ir a Moscú a concertar con la Internacional Juvenil Comunista las bases de la unidad de las Juventudes Socialistas y Comunistas de España, no hacíamos más que cumplir el testamento que nos legaron los héroes de la juventud comunista y socialista que lucharon y derramaron su sangre en Asturias durante los combates de octubre. [...] Se decía que los jóvenes eran la vanguardia de la revolución. Y esto es completamente falso. No hay más vanguardia revolucionaria que el Partido Bolchevique, que crearemos con la unión de la izquierda del Partido Socialista y el Partido Comunista.

Las bases acordadas por las dos delegaciones con la dirección de la Internacional Juvenil Comunista (IJC) en Moscú eran en lo esencial: Defensa diaria de los intereses de la juventud trabajadora; educación en el marxismo-leninismo y el internacionalismo proletario; y capacitación de los jóvenes obreros para fortalecer y desarrollar la organización y luchar en la vanguardia de la juventud, agrupándola contra el fascismo y por la victoria del socialismo.
Poco después de que se fundara la JSU, en Barcelona se fundaron las Juventudes Socialistas Unificadas de Cataluña (JSUC), que con el tiempo se convirtió en la sección catalana de las JSU. Unos meses después las JSUC pasaron a estar emparentadas con el Partido Socialista Unificado de Cataluña (PSUC), creado en julio de 1936 por la fusión de partidos comunistas y socialistas del ámbito catalán.
En el ámbito exterior, la JSU ingresó en la Internacional de la Juventud Socialista (IJS) con unas condiciones previas encaminadas al acercamiento entre la Internacional Juvenil Comunista (IJC) y la IJS. Pero a pesar del ingreso de la JSU en la IJS, las relaciones con la IJC, lejos de disminuir, se intensificaron. Para la Internacional Comunista, la experiencia unitaria de la JSU en España se convirtió en una referencia para las perspectivas de absorción de la IJS por la IJC.

### Guerra civil
Durante el período previo al estallido de la guerra civil española muchos miembros de las JSU estuvieron adscritos a la Milicias Antifascistas Obreras y Campesinas (MAOC), la milicia paramilitar creada por el PCE, en la cual recibieron entrenamiento militar básico. Ya en la contienda, muchos antiguos militantes de las JSU formarían los cuadros militares del Ejército Popular de la República.
Tras el comienzo de la guerra, las JSU iniciaron un período de fuerte crecimiento (llegando a agrupar a cerca de 250.000 afiliados pocos meses después de iniciada la guerra) que se combinó con una actividad política y en una importancia crecientes en la organización militar del Gobierno republicano: llegaron a formar sus propios batallones entre las fuerzas leales a la República, que posteriormente se distinguieron particularmente en la defensa de Madrid. Las aportaciones de la JSU también fueron claves en la conformación del Ejército Regular Popular y en la coordinación juvenil. Un número significativo de sus miembros llegaron a integrarse en el llamado "Quinto Regimiento". Antiguos militantes del JSU, como fue el caso de Manuel Tagüeña, posteriormente se convertirían en destacados oficiales del Ejército Popular de la República (Tagüeña llegó a mandar el XV Cuerpo de Ejército).
Por otro lado, la influencia comunista sobre la organización fue cada vez mayor. Varios meses después de la fundación de la JSU y después del comienzo de la guerra, buena parte de la dirección de las juventudes, incluyendo a su entonces Secretario General, Santiago Carrillo, se afiliaron al PCE. Que las JSU se habían convertido en realidad en las juventudes del PCE se pudo comprobar en la «Conferencia Nacional de la Juventud» que se celebró en Valencia en enero de 1937, y que vino a sustituir al Congreso Nacional de Unificación previsto en los acuerdos de marzo de 1936 y que nunca llegaría a celebrarse debido a la guerra. En esa Conferencia se «fijó la política y forma de organización que, con escasas variaciones, la JSU mantendría durante toda la guerra» y que coincidía con la política defendida por el PCE. Así se aprobó continuar con la estrategia frentepopulista de defensa de la república democrática y de abandono del objetivo inmediato de establecer una república socialista («la revolución se hace en estos momentos acatando la autoridad única del gobierno del Frente Popular», se acordó) y la JSU se definió como «juventud gubernamental», «la juventud que lucha por sostener al gobierno», «que está dispuesta a hacer todos los sacrificios para que el Gobierno obtenga rápidamente la victoria», «porque mientras antes en el gobierno estaban los enemigos de la libertad del pueblo», ahora estaban «los auténticos, los verdaderos representantes de las masas populares españolas». «Los que combaten al gobierno del Frente Popular son nuestros enemigos».
Las tesis aprobadas en la Conferencia de Valencia no fueron aceptadas por el sector socialista caballerista de la organización, con Carlos Hernández Zancajo al frente, que acusó a la dirección de la JSU de acabar con el «espíritu marxista» y con el carácter obrero de la organización y reclamó la vuelta a la estrategia revolucionaria de la FJS anterior a la unificación. Los caballeristas consideraban que lo aprobado en Valencia suponía que la JSU «deja de ser marxista, deja de ser revolucionaria, deja de luchar contra la burguesía y deja arrinconada la dictadura del proletariado». Zancajo, para quien «la revolución es carne de la guerra» y «la guerra está fundida con el proceso revolucionario», llegó a afirmar que si se hubiera formado un «frente obrero», en lugar de un Frente Popular, «se hubieran dado las cosas en nuestro país de otra manera».
En agosto de 1937 se creó la Alianza Juvenil Antifascista, formada por la juventud de Unión Republicana (UR), la juventud de Izquierda Republicana (IR), la juventud de Izquierda Federal, la UFEH, la Juventud Sindicalista, las Juventudes Libertarias (JJLL) y las JSU. En otoño de 1938, distintos sectores socialistas, disconformes con la influencia cada vez mayor que ejercían los comunistas sobre la JSU, cuestionaron el carácter unitario de la organización e intentaron atraerla al campo de influencia del PSOE.

### Posguerra
Tras la derrota en la guerra, en 1939, la JSU se vio sometida, como el resto de organizaciones republicanas, a la persecución, el encarcelamiento y el fusilamiento de sus militantes y cuadros por parte de las nuevas autoridades franquistas. Miles de jóvenes españoles, muchos de la JSU, pasaron a los campos de concentración del norte de África y de Francia: en estos años la organización se planteó como objetivo prioritario salvar de la represión a los jóvenes, además de participar activamente en la lucha guerrillera en España a través, por ejemplo, de sus dos divisiones del maquis.
En octubre de 1945 se constituyó en Londres la Federación Mundial de la Juventud Democrática (FMJD), que agrupó a organizaciones juveniles de 63 países. Las JSU fueron una de las organizaciones fundadoras, y alentaron a otras organizaciones de la izquierda española antifranquista a adherirse.

### Desintegración
Desde los últimos meses de la guerra, en la rama más próxima al PSOE empezaron a plantearse la necesidad de desvincularse de la JSU, cada vez más influenciada por el PCE. Ya el 10 de marzo de 1939, veinte días antes del final oficial de la contienda, se formó en Madrid un embrión de recuperación de la Juventud Socialista de España. La celebración en Francia del I Congreso de la Juventud Socialista de España (JSE) tras la guerra supuso el inicio del abandono socialista de las JSU, que se iría consolidando a lo largo de la década de 1950 mediante el restablecimiento y fortalecimiento por parte del PSOE de su propia organización juvenil, la JSE. 
Al abandono socialista habría que sumar la progresiva integración de cuadros de la JSU en el Partido Comunista de España, aumentando más aún la influencia y dominio de este sobre la organización.
Finalmente, en octubre de 1961 el propio Comité Central del PCE liquidaba formalmente la JSU al apostar por la reconstitución de su propio movimiento juvenil, la Unión de Juventudes Comunistas de España (UJCE), que se mantiene en vigor hasta el día de hoy.